# Tornado (natante)
Il Tornado è un catamarano monotipo, con equipaggio di due persone. Il Tornado è stato un natante di classe olimpica dal 1976 al 2008. È stato progettato nel 1967 da Rodney March, insieme a Terry Pierce, e Reg White, con il proposito specifico di costruire un catamarano che diventasse classe olimpica. Il Tornado presenta caratteristiche che lo rendono molto veloce, uno dei natanti più veloci prodotti in serie.
Per incrementare ulteriormente le sue prestazioni, il Tornado ha subito modifiche al regolamento di classe nel 2000, adottando un nuovo piano velico che ha consentito la presenza di uno spinnaker e di bompresso, oltre a incrementare la superficie velica delle vele esistenti. Inoltre è stato aggiunto un trapezio e il fiocco è stato reso autovirante.
Il Tornado solito naviga su uno dei due scafi; l'equipaggio composto da timoniere e prodiere bilancia la spinta del vento con il proprio peso e regolando le vele. L'attrito si riduce notevolmente quando l'imbarcazione naviga su un solo scafo, consentendo velocità maggiori. Il Tornado è dotato di albero regolabile e rotante, che non solo migliora notevolmente l'aerodinamica della randa sulla caduta di prua, ma consente di regolare la flessione dell'albero e la forma della randa per renderla piatta. Infatti a causa delle velocità raggiunte, il vento apparente che incide sulla vela è di norma a velocità elevata e richiede una forma velica molto piatta.
Il Tornado è in grado di navigare a velocità fino a 30 nodi (56 km/h) in andature portanti e fino a 18 nodi (33 km/h) in andature di bolina. Il Tornado è spesso indicato come la Formula 1 della vela.
Scheda tecnica:
- Trapezio (dall'aggiornamento del 2000)

Il piano velico originale:
- Randa, 15.6 m²
- Fiocco, 5.4 m²

Il piano velico attuale (Tornado sport):
- Randa, 16.61 m²
- Fiocco, 5.33 m²
- Gennaker, 25.00 m²